# NGC 3393
NGC 3393 este o galaxie seyfert de tip 2⁠(d) situată în constelația Hidra. A fost descoperită în 24 martie 1835 de către John Herschel. Se află la o distanță de 53,43 de megaparseci de Pământ.